# Kanuslalom-Europameisterschaften 2019

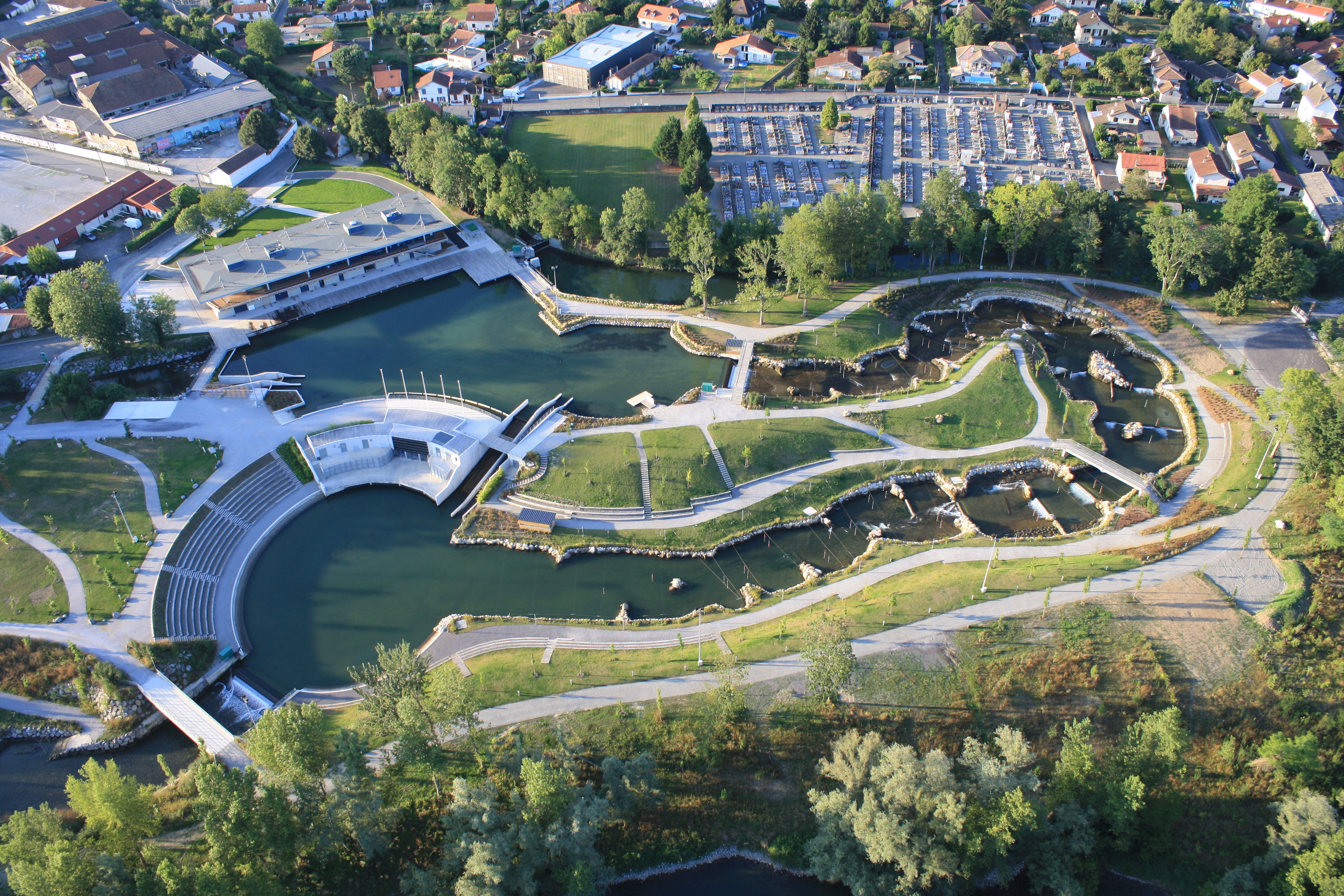
Stade d'eaux-vives Pau-Pyrénées

Die Kanuslalom-Europameisterschaften 2019 fanden in Pau, Frankreich, unter der Leitung des Europäischen Kanuverbandes (ECA) statt. Es war die 20. Ausgabe des Wettbewerbs und Pau war zum ersten Mal Gastgeber der Veranstaltung. Die Wettkämpfe fanden vom 29. Mai bis 2. Juni 2019 in der künstlichen Wildwasseranlage Eaux-Vives Pau Béarn Pyrénées statt.

## Ergebnisse

### Männer

#### Canadier
| Wettbewerb | Gold                                            | Gold   | Silber                                                   | Silber | Bronze                                            | Bronze |
| ---------- | ----------------------------------------------- | ------ | -------------------------------------------------------- | ------ | ------------------------------------------------- | ------ |
| C1         | Benjamin Savšek                                 | 98,59  | Martin Thomas                                            | 99,38  | Sideris Tasiadis                                  | 100,77 |
| C1 Team    | SlowenienBenjamin Savšek Luka Božič Anže Berčič | 102,25 | FrankreichDenis Gargaud Chanut Martin Thomas Cédric Joly | 102,41 | RusslandDmitri Chramzow Kirill Setkin Pawel Kotow | 104,61 |

#### Kajak
| Wettbewerb | Gold                                                  | Gold  | Silber                                             | Silber | Bronze                                                    | Bronze |
| ---------- | ----------------------------------------------------- | ----- | -------------------------------------------------- | ------ | --------------------------------------------------------- | ------ |
| K1         | Vít Přindiš                                           | 93,67 | Dariusz Popiela                                    | 94,44  | Quentin Burgi                                             | 94,91  |
| K1 Team    | TschechienJiří Prskavec Vít Přindiš Vavřinec Hradilek | 95,72 | SlowenienPeter Kauzer Niko Testen Martin Srabotnik | 99,91  | DeutschlandHannes Aigner Sebastian Schubert Stefan Hengst | 100,09 |

### Frauen

#### Canadier
| Wettbewerb | Gold                                                                  | Gold   | Silber                                                | Silber | Bronze                                                   | Bronze |
| ---------- | --------------------------------------------------------------------- | ------ | ----------------------------------------------------- | ------ | -------------------------------------------------------- | ------ |
| C1         | Mallory Franklin                                                      | 109,50 | Nuria Vilarrubla                                      | 120,15 | Kimberley Woods                                          | 125,39 |
| C1 Team    | Vereinigtes KönigreichMallory Franklin Kimberley Woods Sophie Ogilvie | 127,14 | DeutschlandElena Apel Andrea Herzog Jasmin Schornberg | 127,43 | TschechienTereza Fišerová Eva Říhová Kateřina Havlíčková | 131,19 |

#### Kajak
| Wettbewerb | Gold                                                     | Gold   | Silber                                               | Silber | Bronze                                                        | Bronze |
| ---------- | -------------------------------------------------------- | ------ | ---------------------------------------------------- | ------ | ------------------------------------------------------------- | ------ |
| K1         | Amálie Hilgertová                                        | 104,95 | Mallory Franklin                                     | 105,14 | Jasmin Schornberg                                             | 107,52 |
| K1 Team    | FrankreichMarie-Zélia Lafont Lucie Baudu Camille Prigent | 114,08 | DeutschlandRicarda Funk Jasmin Schornberg Elena Apel | 115,07 | ÖsterreichCorinna Kuhnle Viktoria Wolffhardt Nina Weratschnig | 120,25 |

## Medaillenspiegel
| Platz  | Land                   | Gold | Silber | Bronze | Gesamt |
| ------ | ---------------------- | ---- | ------ | ------ | ------ |
| 1      | Tschechien             | 3    | —      | 1      | 4      |
| 2      | Vereinigtes Königreich | 2    | 1      | 1      | 4      |
| 3      | Slowenien              | 2    | 1      | —      | 3      |
| 4      | Frankreich             | 1    | 2      | 1      | 4      |
| 5      | Deutschland            | —    | 2      | 3      | 5      |
| 6      | Polen                  | —    | 1      | —      | 1      |
|        | Spanien                | —    | 1      | —      | 1      |
| 8      | Österreich             | —    | —      | 1      | 1      |
|        | Russland               | —    | —      | 1      | 1      |
| Gesamt | Gesamt                 | 8    | 8      | 8      | 24     |